# Euphorbia laredana
Euphorbia laredana là một loài thực vật có hoa trong họ Đại kích. Loài này được Millsp. mô tả khoa học đầu tiên năm May 1890.